# Semiramide

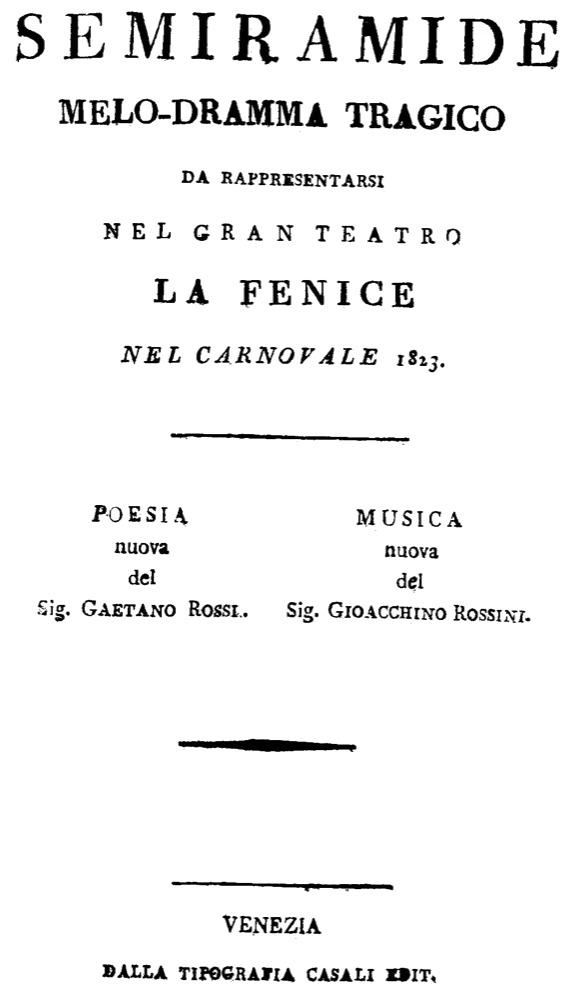
Librettots titelsida, Vendig 1823.

Semiramide (ibland även kallad Semiramis) är en opera (melodramma tragico) i två akter med musik av Gioacchino Rossini och libretto av Gaetano Rossi efter pjäsen Sémiramis (1748) av Voltaire.

## Historia
Semiramide blev Rossinis sista italienska opera. Den uruppfördes den 3 februari 1823 på operahuset Teatro La Fenice i Venedig. Eftersom Rossinis föregående opera Maometto II hade blivit ett fiasko och orsakat La Fenice ekonomiska förluster hade han höga förväntningar på sig inför premiären av Semiramide. Operan blev, trots den korta kompositionstiden (37 dagar), en enorm succé och Rossini ropades in nio gånger för att få ta emot publikens jubel. Samma år gavs operan på Teatro San Carlo i Neapel och i Wien. Året därpå spelades den på La Scala i Milano, Padua, München, London och Berlin. För uppsättningen i London (dirigerad av Rossini själv) ändrade Rossini slutet. Mot många operahus önskningar så godkände Rossini aldrig någon version med lyckligt slut. Tvärtom förlängde han Semiramides dödskamp för Parisversionen 1825 och mildrade därmed Arsaces förvandling från sorglig modersmördade till segrande kung. I denna version gifter den döende Semiramide bort sonen med Azema. 
Semiramide hade premiär nästan exakt tio år efter Tancredi. Båda operorna uppförde på La Fenice, båda skrevs av Rossi och byggde på pjäser av Voltaire. Efter de mer äventyrliga och experimentella neapolitanska operorna sökte sig Rossini tillbaka till en mer klassisk stil som även kunde tilltala en bredare publik. Semiramide är ett av de finaste exemplen på den italienska bel canto-stilen och innehåller flera extremt svårsjungna partier (till exempel titelpartiet och Idrenos parti). På grund av detta har operan sällan framförts efter att denna stil gick ur modet. När bel canto-operan fick sin renässans under andra delen av 1900-talet och tekniskt begåvade sångare som Maria Callas, Joan Sutherland, Marilyn Horne, Rockwell Blake och Luciana Serra gjorde det möjligt att framföra operan igen har den återkommit och blivit populär. Den har ofta satts upp vid Rossinifestivalen i Pesaro (bland annat 1994 och 2001).

## Roller
| Roll                                | Röstläge                    |
| ----------------------------------- | --------------------------- |
| Semiramide, drottning av Babylonien | sopran eller koloraturmezzo |
| Arsace, babylonisk härförare        | mezzosopran eller alt       |
| Assur, prins av Belo                | bas                         |
| Idreno, indisk kung                 | tenor                       |
| Azema, prinsessa av Belo            | mezzosopran                 |
| Oroe, överpräst                     | bas                         |
| Mitrane, kapten över vakten         | tenor                       |
| Kung Ninos ande                     | bas                         |

## Handling
Semiramide har förgiftat sin man, kung Nino, tillsammans med prins Assur som hoppas på att få efterträda Nino. Semiramide är förälskad i sin härförare, Arsace, ovetandes om att han är hennes son Ninia som den döde kungen skickat till fronten inkognito för att skyddas undan Assur. Assur är i sin tur förälskad i prinsessan Azema men hon och Arsace är redan hemligt förälskade i varandra. Semiramide tvingar Azema att gifta sig med den något motvillige Idreno (en av hennes egna friare) för att undanröja konkurrensen om Arsace.
Arsace återvänder kort efter detta och får se kung Ninos ande uppenbara sig och tala om att Arsace ska bege sig till hans grav för att hämnas mordet på honom och bli hans efterträdare på tronen. Assur får reda på detta och följer efter Arsace till graven för att lönnmörda denne, men precis när han ska sticka kniven i Arsace slänger sig Semiramide emellan eftersom hon insett att Arsace är hennes son Ninia. Hon dör och Arsace dödar Assur. Operan slutar med att Arsace blir utsedd till ny kung av Babylonien.

## Musiken
Orkestern består av:
- Träblås: två flöjter (två piccolaflöjter), två oboer, två klarinetter, två fagotter
- Bleckblås: fyra valthorn, två trumpeter, tre tromboner, serpent
- Slagverk: pukor, bastrumma, cymbal, triangel
- Stråkar
- Scenmusik: blåsarensemble

Operan innehåller följande musiknummer:
- Sinfonia (ouvertyr)

Akt I
- Nr. 1. Introduktion: "Sì... gran nume... t'intesi" (Scen 1) 
  - (Idreno und Chor): "Là dal Gange a te primiero" (Scen 2)
- Nr. 2. Recitativ (Arsace): "Eccomi alfine in Babilonia" (Scen 5) 
  - Cavatina (Arsace): "Ah! quel giorno ognor rammento" (Scen 5)
- Nr. 3. Duett (Arsace, Assur): "Bella imago degli dèi" (Scen 7)
- Nr. 4. Scen: "O me felice!" (Scen 8) 
  - Aria (Idreno): "Ah dov'è, dov'è il cimento?" (Scen 8)
- Nr. 5. Damkör: "Serena i vaghi rai" (Scen 9) 
  - Cavatina (Semiramide): "Bel raggio lusinghier" (Scen 9)
- Nr. 6. Duettino (Semiramide, Arsace): "Serbami ognor sì fido" (Scen 11)
- Nr. 7. Final I: "Ergi omai la fronte altera" (Scen 13) 
  - (Tutti): "Qual mesto gemito" (Scen 13)

Akt II
- Nr. 8. Duett (Semiramide, Assur): "Se la vita ancor t'è cara" (Scen 3)
- Nr. 9. Kör: "In questo Augusto" (Scen 4) 
  - Scen: "Ebben, compiasi omai" (Scen 4)
  - Aria (Arsace): "In sì barbara sciagura" (Scen 4)
- Nr. 10. Aria (Idreno): "La speranza più soave" (Scen 6)
- Nr. 11. Duett (Semiramide, Arsace): "Ebbene... a te; ferisci" (Scen 7) 
  - (Semiramide, Arsace): "Giorno d'orrore" (Scen 7)
- Nr. 12. Scen: "Il dì già cade" (Scen 8) 
  - Kör: "Oroe dal tempio escì" (Scen 9)
  - Aria (Assur): "Deh!... ti ferma... ti placa... perdona" (Scen 9)
- Nr. 13. Final II: "Un traditor, con empio ardir" (Scen 11)

Om Rossini i sina tidigare operor hade lagt tyngdpunkten på ensemblescener återvände han i Semiramide till den traditionella formen och betonade soloarior och duetter. I den 700 takter långa introduktionen berättas förhistorian. Även finalen till akt I är stort upplagd med sex avsnitt på sammanlagt 900 takter. Ouvertyren bygger på teman som återkommer i operan och är även populärt som separat konsertnummer. Semiramide är den första av Rossinis icke-neapolitanska operor som har accompagnato-recitativ i stället för seccorecitativ.

## Inspelningar (urval)
- Semiramide. Michael Langdon,  Dame Joan Sutherland,  Marilyn Horne,  Joseph Rouleau.  London Symphony Orchestra,  Ambrosian Opera Chorus. Richard Bonynge, dirigent. Decca (ADD) 475 7918-3. 3 CD.[1]